# Acinonyx pardinensis

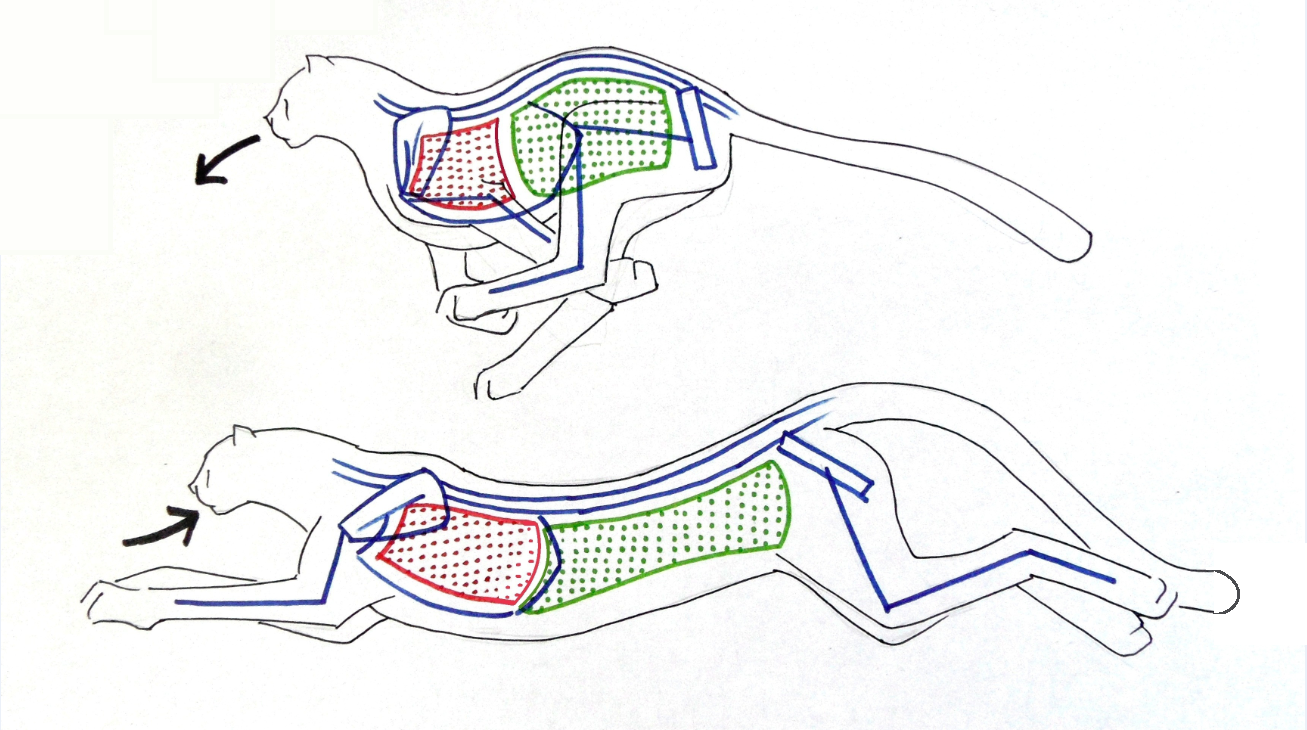
Representación del mecanismo de inhalación y exhalación forzosa del Acinonyx cuando se encontraba en carrera, provocado por el movimiento de la cavidad abdominal (en verde) y la torácica (rojo) debajo del esqueleto (azul).

El guepardo gigante (Acinonyx pardinensis) es una especie extinta de mamífero carnívoro de la familia de los félidos que habitó Europa y Asia en el Pleistoceno temprano y Pleistoceno medio. Su pariente actual más cercano es el guepardo.

## Morfología
Las características físicas y el estilo de vida del guepardo gigante eran probablemente similares a las de su pariente moderno, excepto que el guepardo gigante era de la altura de un león en el hombro, pero debido a su complexión ligera pesaba mucho menos. Fue más o menos el doble de grande que los guepardos actuales, situándose alrededor de 120 kg y 200 cm desde la cabeza hasta el trasero, sin incluir unos 140 cm de la cola. Las reconstrucciones indican que su altura en los hombros fue de 90 cm. Era un corredor especializado con extremidades largas al igual que el moderno guepardo y una espalda ligeramente más larga. Esta espalda era muy flexible y permitía una gran propulsión durante la carrera.
Al igual que con el guepardo moderno, casi todos los aspectos del guepardo gigante estaban especializados para correr. El hocico era corto, con unas fosas nasales grandes para la entrada de aire en un sprint intenso. Para hacer espacio a las fosas nasales, el maxilar se redujo, y el anclaje de los caninos fue menor, dando como resultado raíces más cortas y un canino más corto. Para aligerar el peso del animal, la circunferencia del hueso se reduce y el esqueleto es delgado y liviano, ideal para correr, pero no para luchar o hacer frente a las lesiones, graves o leves. Su caja torácica fue ocupada por grandes pulmones y un corazón poderoso. Los intestinos fueron probablemente más cortos para aligerar el animal y los músculos que no se utilizaban se redujeron.
El diafragma estaba conectado a los movimientos del cuerpo y, con la fase de estiramiento de una zancada, la expansión del espacio en la cavidad abdominal tiraba del diafragma hacia abajo forzando la inhalación, mientras que la contracción comprimía los pulmones y forzaba la salida del aire, por lo que el animal no tenía control de su respiración durante la carrera, una característica común en muchos cuadrúpedos corredores. Era un animal frágil que podía morir a consecuencia de un simple esguince si el animal no estaba en condiciones de correr para cazar. Su cola era larga, probablemente densamente cubierta de pelo y relativamente pesada, lo que le permitía usarla como contrapeso para mantener el equilibrio en los cambios de dirección rápidos mientras perseguía a la presa.

## Distribución y hábitat
El guepardo gigante habitó en Europa y el norte de Asia. Habitó en bosques que no eran muy frondosos debido a que no podía trepar. Se extinguió en África y el sur de Asia (excepto en Sumatra) debido a la competencia con el leopardo.

## Alimentación
Era carnívoro pero su dieta era muy variada. Desde el pequeño muntjac de Reeves, pasando por el íbice y el borrego cimarrón, hasta presas tan grandes como el alce, el sambar y el elasmoterio, presas considerablemente más grandes que las presas más grandes del guepardo actual (la gacela de Thomson y el ñu).